# بخش مرکزی شهرستان زابل
بخش مرکزی یکی از بخش‌های شهرستان زابل در استان سیستان و بلوچستان ایران است.

## تقسیمات کشوری
- بخش مرکزی شهرستان زابل
  - دهستان حیدرآباد
  - دهستان بنجار

شهرها: زابل و بنجار

## جمعیت
براساس سرشماری عمومی نفوس و مسکن در سال ۱۳۹۵، جمعیت بخش مرکزی شهرستان زابل برابر با ۱۵۱،۰۷۸ نفر بوده است.